# 小星穗薹草
小星穗薹草（学名：Carex angustior）为莎草科薹草属下的一个种。分布在北美、朝鲜、俄罗斯远东地区、日本以及中国大陆的吉林省等地，生长于海拔1,710米的地区，多生长于高山草甸及溪旁湿地。